# Кинбурнская коса (региональный ландшафтный парк)
Кинбурнская коса (укр. Кінбурнська коса) — региональный ландшафтный парк, расположенный на территории Очаковского района (Николаевская область, Украина). Площадь — 17 890,2 га. Большая часть парка расположена в границах национального природного парка «Белобережье Святослава», созданного 16 декабря 2009 года. Полоса суши (крайний юг парка), примыкающая к Ягорлыцкому заливу, входит в границы водно-болотных угодий международного значения «Ягорлыцкий залив».

## История
Региональный ландшафтный парк был создан Решением Николаевского областного совета от 15.10.1992 года № 16. С созданием администрации национального природного парка «Белобережье Святослава» в 2012 году — большая часть РЛП передана под охрану НПП, кроме 3 200 га, где осуществляет контроль РЛП.

## Описание
Региональный ландшафтный парк занимает Кинбурнский полуостров с косой и прилегающую полосу акватории (шириной 1 км) Чёрного моря (в том числе Днепро-Бугского лимана и Ягорлыцкого залива). Территория парка: суша 12 169,2 га (68,37 %) и акватория 5 631 га (31,63). В границах РЛП расположены урочища «Ковалёвская сага», «Покровская коса», «Орхидное поле».
Есть информационные щиты-указатели.

## Природа
Доминирующим типом растительности являются песчаные степи. Кроме того встречаются лесные, луговые, гигрофильные и солончаковые растительные сообщества. Насчитывается множество эндемиков и редких видов.